# ルビーン (国境警備艦・初代)
ルビーン(ロシア語: Руби́нルビーン)は、ソ連・ロシア連邦の国境警備艦(Пограничный сторожевой корабль)である。艦名は「ルビー」の意味。

## 概要
1973年12月22日、ソ連国家保安委員会(KGB)の1124 設計によって建造される工場番号第773号艦が、タタール自治ソヴィエト社会主義共和国のA・M・ゴーリキイ記念ゼレノドーリスク造船所で起工された。翌1974年11月17日には進水、1975年3月28日付けでKGBの海上国境局に登録され、第773号艦はルビーンと命名された。
この年の春には内水システムを経由してバレンツ海・コーラ湾に面したムールマンスク州クフシーンスカヤ・サルマに引き渡された。ルビーンは、同地において海上公試を実施した。同年12月31日に試験が終了すると、北方国境警備艦軍事管区北西国境警備管区に配備された。
ルビーンは200海里排他的経済水域の警備任務に就き、コーラ半島周辺のバレンツ海で行動している。ソビエト連邦の崩壊後は所属がロシア国境軍に変更された。1992年6月15日には売却・解体のために除籍された。